# Carl Georg Weitzel

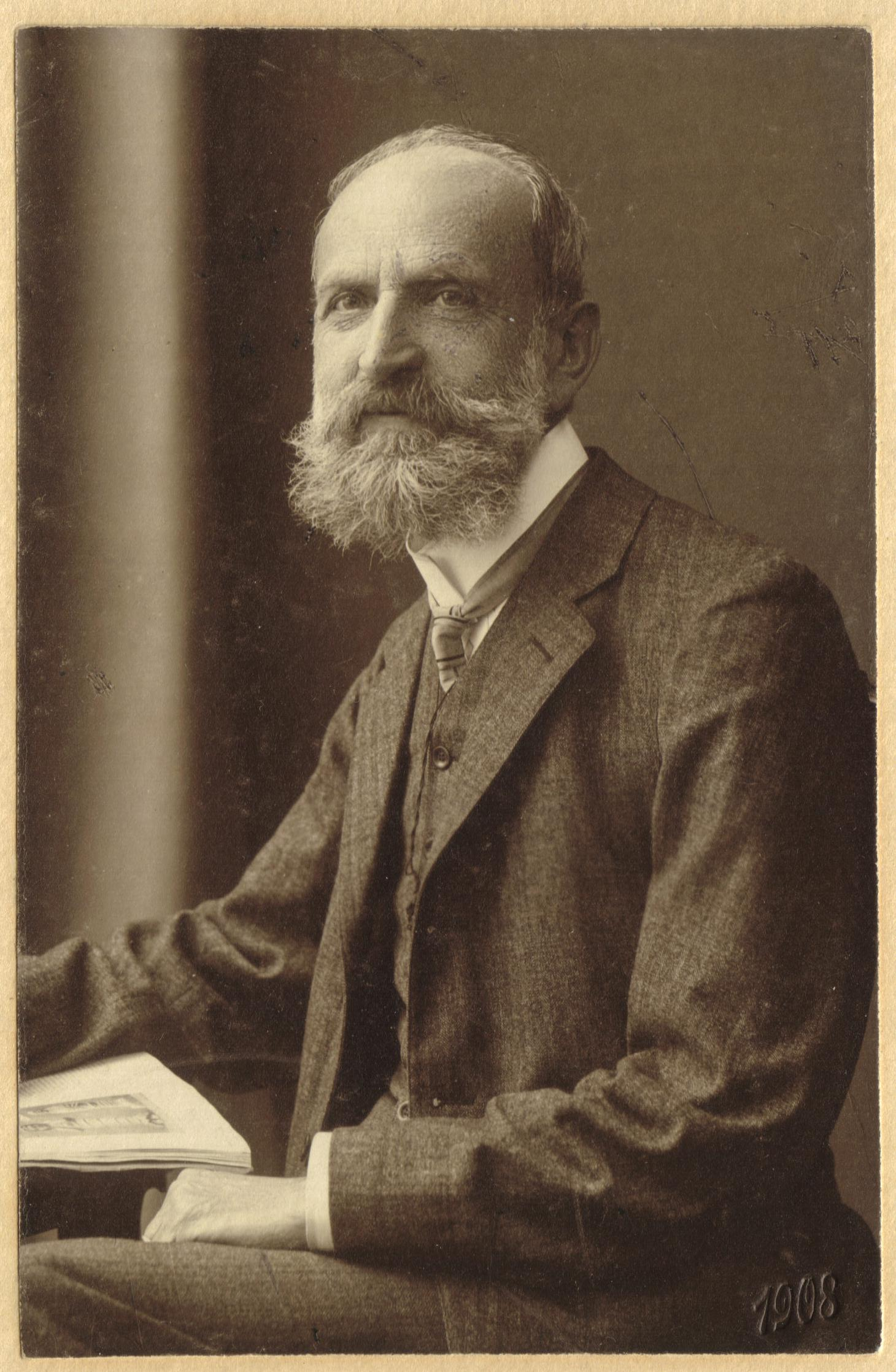
Carl Georg Weitzel, Direktor des Technikums Mittweida von 1867 bis 1892

Carl Georg Weitzel (* 15. Januar 1843 in Mannheim; † 16. Dezember 1927 in Saalhausen bei Dresden) war ein deutscher Ingenieur für Maschinenbau und gründete das Technikum Mittweida 1867 neu.

## Biografie
Weitzels Vater war Carl Leopold Weitzel (1811–1897), Großherzoglich-Badischer Oberpostmeister, seine Mutter Henriette Weitzel geb. Seippel (1818–1897).
Weitzel besuchte ab 1860 das Gymnasium in Offenburg und schloss es mit der Hochschulreifeprüfung ab. Von 1860 bis 1863 studierte er an der Mathematischen Schule des Polytechnikums Karlsruhe und von 1865 bis 1866 an der Ingenieurschule desselben Technikums. Er beendete sein Studium als Ingenieur. Anschließend nahm er eine Tätigkeit im Technisch-Statistischen Bureau der Direction der Großherzoglichen Verkehrsanstalt zu Carlsruhe auf.
Im August 1866 begann er seine Tätigkeit als Lehrer für Mathematik, Mechanik, Maschinenbau, Bierbrauerei und Spinnerei am privaten Uhlandschen Technikum in Mittweida. Nachdem Wilhelm Heinrich Uhland am 17. April 1867 nach Auseinandersetzungen mit dem Stadtrat von Mittweida und Teilen der Lehrerschaft sein Technikum nach Frankenberg/Sa. verlegt hatte, gründete Weitzel mit zwei anderen Lehrern sein Technikum in Mittweida neu. 1867 wurde er sächsischer Staatsbürger und heiratete im selben Jahr Ida Maria Sophie Weitzel, geb. Hartmann; 1869 wurde der Sohn Carl Leopold Weitzel geboren. Obwohl er Direktor des Technikums war, unterrichtete er 1870 Technische Mechanik, Differential- und Integralrechnung, Analytische Geometrie, Trigonometrie, Geometrie und Stereometrie und Algebra. Darüber hinaus bedrücken ihn stets finanzielle Schwierigkeiten. 1872 verhandelte Weitzel deshalb mit der Stadt Döbeln über die Verlegung des Technikums zu günstigeren Bedingungen. Im September 1872 gab der Stadtrat von Mittweida Weitzels Drängen nach und beschloss den Bau des Technikums am Galgenberg. Am 30. November 1873 erfolgte die Übergabe des neuen Gebäudes. Die 1879 geborene Tochter der Familie Weitzel starb bereits im selben Jahr und ebenfalls 1879 verstarb Weitzels Ehefrau. 1883 heiratete Weitzel Eugenie Hedwig Weitzel geb. Körner, (1853–1922). Ein Jahr später bezog die Familie die Villa in der Leisniger Straße 7. Dem Ehepaar wurden zwei Söhne geboren. Weitzel war Mitglied der Leipziger Freimaurerloge Balduin zur Linde. 1892 übergab er das Direktorat an Alfred Udo Holzt und zog sich ins Privatleben zurück. Aus Anlass der 60-Jahr-Feier des Technikums besuchte Weitzel kurz vor seinem Tode 1927 Mittweida.
Weitzel starb im Dezember 1927 im Alter von 84 Jahren in Saalhausen bei Dresden. Er wurde auf seinen letzten Wunsch hin auf dem alten Kirchhof in Mittweida beigesetzt.

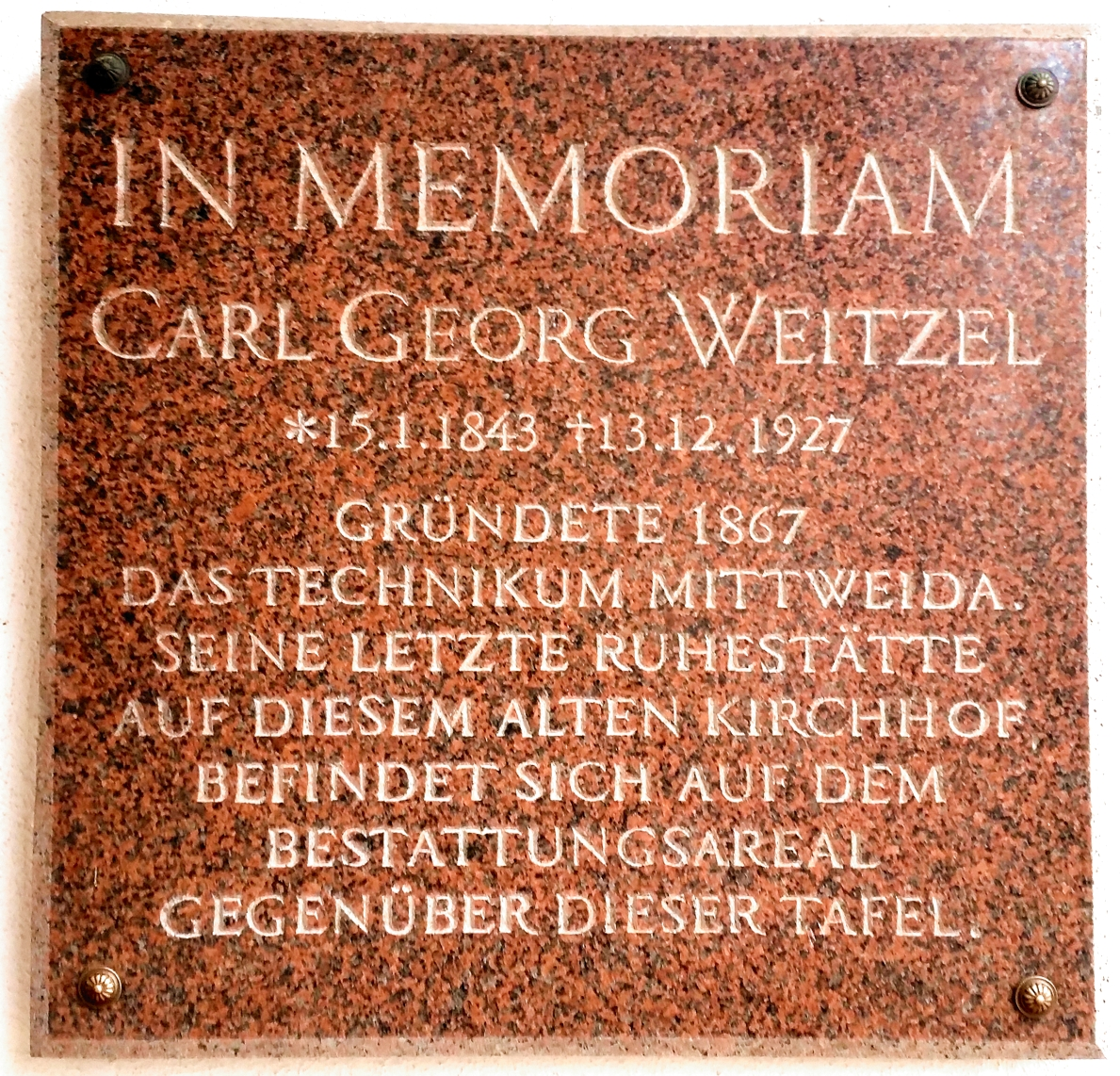
Gedenktafel an der Stadtkirche zu Mittweida

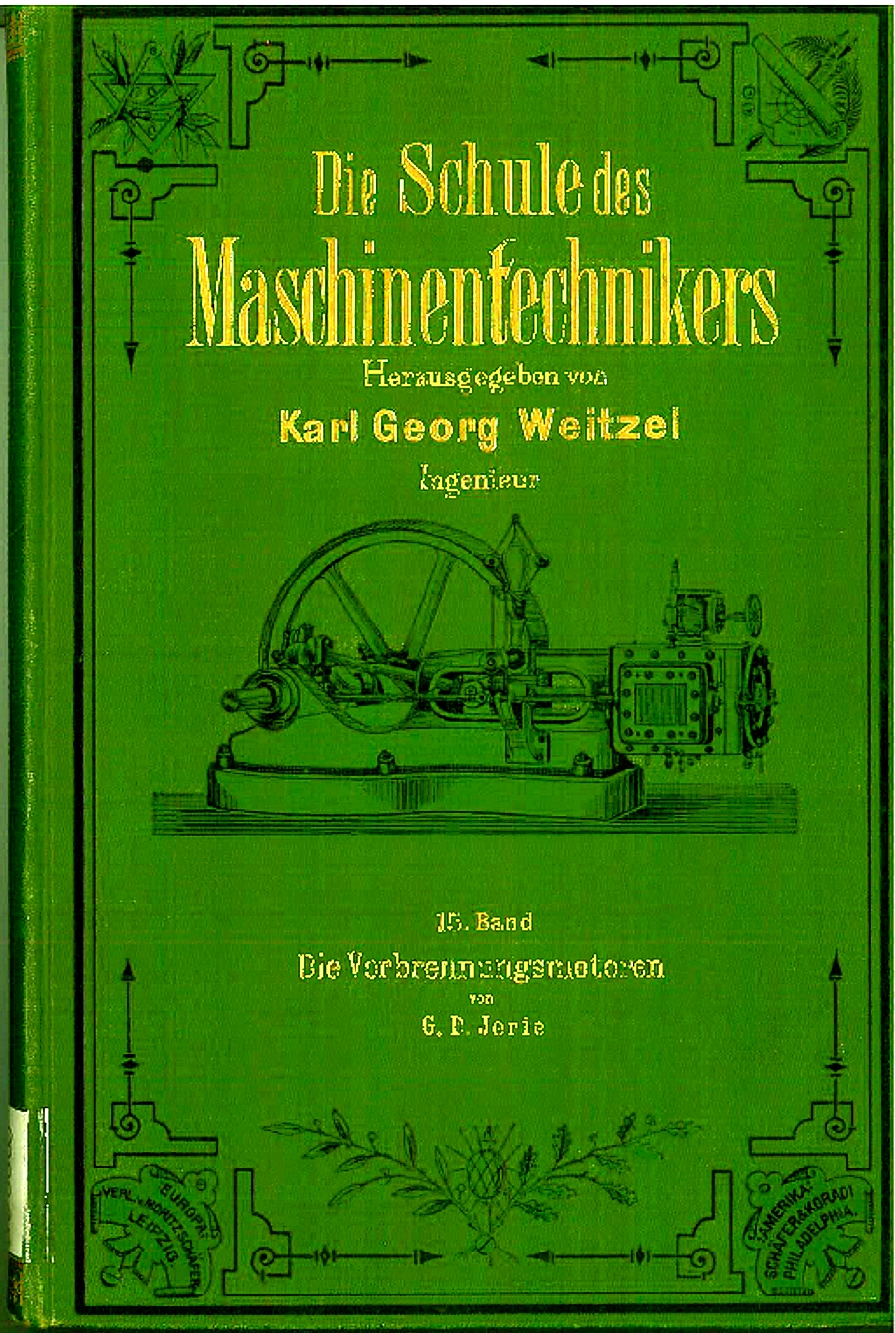
Einband der Schule des Maschinentechnikers

## Leitung des Technikums
Ob es nun eine Neugründung oder eine Fortführung war, ist schwer zu entscheiden. Weitzel verstand sein Tun wohl immer als Neugründung. Wo immer er über das Technikum schrieb, steht das Gründungsjahr 1867. Im Januar 1868 veröffentlichte Weitzel das erste Studienprogramm. Mehrfach ersuchte er den Stadtrat von Mittweida und die Königliche Kreisdirektion um finanzielle Unterstützung und erhielt nach mehreren Interventionen Kredite, musste aber am 1. März 1869 drei von sieben Lehrern entlassen. Der Stadtrat von Mittweida beschloss 1872 den Bau eines Hauses für das Technikum am Galgenberg, das am 30. November 1873 bezogen wurde.
Nach 1880 war Weitzel auf Grund der vom Sächsische Ministerium des Inneren erlassenen „Generalverordnung, gewerbliche Schulen betreffend“ gezwungen, jährlich Berichte über den Charakter der Einrichtung, die Lehrpläne, die Stundenpläne, die Disziplinarordnung und die Lehrer vorzulegen. Die Königliche Kreishauptmannschaft kritisierte 1881, dass Carl Georg Weitzel seine Einrichtung als „Höhere“ technische Fachschule, die Schüler als „Studierende“ und seine Abschlüsse als „Diplome“ bezeichnete. Weitzel begründete den nationalen und internationalen Ruf des Technikums Mittweida durch taktische Fähigkeiten und strategische Weitsicht in Lehrplangestaltung (neue Fächer, z. B. Elektrotechnik), Anstellung qualifizierter Lehrer, Verbindung von Theorie und Praxis, eigenständige praktische Übungen im Unterricht und geeigneten Laboratorien, eine ständig gepflegte Beziehung zur Industrie und die eigene publizistische Tätigkeit.
Zum Erfolg des Technikums trug seine wirkungsvolle Öffentlichkeitsarbeit bei. Sie beinhaltete die Herausgabe von zwei Fachzeitschriften (Allgemeine Technikerzeitung, Technische Korrespondenz), die er anderen Zeitungen zustellte, damit sie daraus kostenfrei Informationen entnehmen konnten und als Gegenleistungen Weitzels Werbung abdruckten. Dazu gehörte auch die Versendung von auf den jeweiligen Adressaten modifizierten Werbeschriften an Firmen, Verlagsbuchhandlungen, Schulen und staatliche Institutionen. Mit Erfolg bezog Weitzel die Auslandsvertretungen des Deutschen Reiches in seine Werbepraxis ein.

## Werke

### Als Autor
- Wie wird man Maschinentechniker? Wie wird man Elektrotechniker?, Verlag Moritz Schäfer, Leipzig 1885.
- Grundzüge einer allgemeinen Unterrichtskunde für technische Fachschulen. Verlag Moritz Schäfer Leipzig 1906.
- Pädagogik für technische Lehranstalten. Verlag Hartleben, Wien 1908.
- Unterrichtsbriefe für die Buchstabenrechnung und Algebra, –in Gesprächsform–, 2 Bände, Verlag Hartleben, Wien/Leipzig 1910.
- Unterrichtsbriefe –in Gesprächsform– für: Stereometrie, Trigonometrie, Analytik, Analytische Geometrie, Differential- und Integralrechnung., 2 Bände, Verlag Hartleben, Wien/Leipzig 1912.

### Als Herausgeber
- Unterrichtshefte für den gesammten Maschinenbau, 6 Bände, Verlag Moritz Schäfer, Leipzig 1878.
- Die Schule des Maschinentechnikers, 17 Bände, Verlag Moritz Schäfer, Leipzig 1894 ff.

## Auszeichnungen
- 1889: Ritterkreuz 1. Klasse des Albrechtsordens
- 1892: Ehrenbürger der Stadt Mittweida
- 1892: Königlich Sächsischer Kammerrat
- Seit 1993 vergibt die Hochschule Mittweida jährlich den Carl-Georg-Weitzel-Preis für herausragende wissenschaftliche Leistungen.